# Stora Svartåstjärnen (Lima socken, Dalarna)
Stora Svartåstjärnen är en sjö i Malung-Sälens kommun i Dalarna och ingår i Göta älvs huvudavrinningsområde.